# Stasimopus hewitti
Espèce
Stasimopus hewitti est une espèce d'araignées mygalomorphes de la famille des Stasimopidae.

## Distribution
Cette espèce est endémique du Gauteng en Afrique du Sud,.

## Description
La carapace des mâles mesure de 5,58 à 6,41 mm de long sur de 4,83 à 5,45 mm.

## Étymologie
Cette espèce est nommée en l'honneur de John Hewitt.

## Publication originale
- Engelbrecht & Prendini, 2012 : Cryptic diversity of South African trapdoor spiders: Three new species of Stasimopus Simon, 1892 (Mygalomorphae, Ctenizidae), and redescription of Stasimopus robertsi Hewitt, 1910. American Museum novitates, no 3732, p. 1-42 (texte intégral).